# Катепанат Италии
Катепанат Италии (греч. κατεπανίκιον Ἰταλίας Катепаникион Италиас) — провинция Византийской империи, включавшая в себя материковую часть Италии, к югу от линии, проведённой от Монте-Гаргано в Салернский залив. Амальфи и Неаполь, хотя и находились к северу от линии, сохраняли лояльность Константинополю через катепана. Итальянский регион Capitanata (в современной провинции Фоджа) получил своё название от Катепаната.

## История
В 873 году византийцы вернули Бари, отвоевав его у сарацин. Уже существующая фема Калабрия, регион Апулия и земли вокруг Бари составили новую фему Лонгобардия. В 965 году была создана новая фема Лукания и стратигос (военный правитель) Бари был повышен в сане, получив титул катепана Италии. Титул катепан означает «верховный» на греческом. Это повышение было признано военной необходимостью, после окончательной потери Сицилии, бывшего византийского владения захваченного арабами.
Некоторые норманские авантюристы в своём паломничестве к Святилищу Михаила Архангела предоставили свои мечи в 1017 году ломбардским городам Апулии против византийцев. С 1016 по 1030 год норманны были просто наёмниками, служа или византийцам или лангобардам, но затем герцог Сергий IV, расположил их вождя Райнульфа в крепости Аверса в 1030 году, дав им их первый клочок земли, откуда они начали завоевание окружающей территории. В 1030 году сюда прибыли Вильгельм и Дрого, два старших сына Танкреда Готвиля, мелкого дворянина из Кутанса в Нормандии. Два брата присоединились к организованной попытке отнять Апулию у византийцев, которые потеряли бо́льшую часть этой провинции к 1040 году. После осады Бари город попал в руки итало-норманнов в апреле 1071 года и византийский контроль над Италией завершился через пять веков после завоеваний Юстиниана. Византийцы ненадолго вернулись к осаде Бари в 1156 году, но она завершилась неудачей.
Титул Катепан Апулии и Кампании был возрождён ненадолго в 1166 году для Жильберта, графа Гравины, двоюродного брата королевы-регента Маргариты Наваррской. В 1167 году, располагая властью катепана, Жильберт вынудил немецкие силы оставить Кампанию и заставил Фридриха Барбароссу снять осаду Анконы.

## Религия
В 1054 году константинопольский патриарх и римский папа предали друг друга анафеме, положив начало расколу церквей на православие и католичество. Таким образом, православие получило официальный статус на части земель юга Италии. Однако, из-за поражения византийцев в войне против наступающих норманнов, подобное положение вещей продлилось недолго: в 1060 г. в руки католиков попал Реджо, в 1063 — Таранто, в 1070 — Бриндизи, в 1071 пал последний оплот византийцев Бари. Таким образом, 17-летняя история православной государственности в Италии подошла к концу.

## Катепаны
- 970—975 Михаил Абиделас
- до 982 Роман
- 982—985 Калокир Дельфин
- 985—988 Роман
- 988—998 Иоанн Амиропул
- 999—1006 Григорий Тарханиот
- 1006 −1008 Алексей Ксифий
- 1008—1010 Иоанн Куркуас
- 1010—1016 Василий Месардонит
- май 1017 — декабрь 1017 Лев Торник Контолеон
- декабрь 1017—1027 Василий Воиоанн
- 1027—1029 Христофор Вургарис
- июль 1029 — июнь 1032 Пофос Аргир
- 1032 — май 1033 Михаил Протоспафарий
- май 1033—1038 Константин Опос
- 1038—1039 Михаил Спондилис
- февраль 1039 — январь 1040 Никифор Дукиан
- ноябрь 1040 — лето 1041 Михаил Дукиан
- лето 1041—1042 Эксавгустос Воиоанн
- февраль 1042 — апрель 1042 Синодиан
- апрель 1042 — сентябрь 1042 Георгий Маниак
- осень 1042 Пардос
- февраль 1043 — апрель 1043 Василий Феодорокан
- осень 1045 — сентябрь 1046 Евстафий Палатин
- сентябрь 1046 — декабрь 1046 Иоанн Рафаил
- 1050—1058 Аргир
- 1060 Мириарх
- 1060—1061 Марули
- 1062 Сириан
- 1064 Пиринос
- 1066—1069 Михаил Маврикс
- 1069—1071 Авартутелис
- 1071 Стефан Патеран